# Xương hàm trên
Hàm trên /mækˈsɪliː/) là một trong 2 xương tạo thành phần trên của miệng.